# Elección al Senado de los Estados Unidos en Delaware de 2018
Las Elecciones al Senado de los Estados Unidos de 2018 en Delaware se llevarán a cabo el día 6 de noviembre de 2018 para elegir a un miembro del Senado de los Estados Unidos que represente al estado de Delaware.
El actual senador Tom Carper busca un cuarto mandato. Las primarias demócratas se llevaron a cabo el 6 de septiembre de 2018 donde el actual senador se impuso con más de un 65 por ciento de los votos, los republicanos escogieron al miembro del concejo del Condado de Sussex, Rob Arlett.
Finalmente el actual senador Tom Carper fue reelegido para un cuarto mandato.

## Antecedentes
El senador demócrata Tom Carper que llevaba 2 mandatos fue reelegido en 2012 con el 66 por ciento de los votos, antes de ser senador fue gobernador de Delaware entre 1993 y 2001.
Finalmente anunció su intención de presentarse a un cuarto mandato.

## Primarias Demócratas

### Candidatos

#### Nominado
- Tom Carper, actual senador titular.[4]

#### Eliminado en primarias
- Kerri Evelyn Harris, activista y veterana de la Fuerza Aérea de los Estados Unidos.[4]

#### Retirado
- Tykiem Booker, activista.[5]

### Resultados

Resultados por Condado:

Finalmente los resultados fueron los siguientes:

Resultados por condado:

|  | 64.6 % |

|  | 35.4 % |

|  | 100 % |

## Primarias Republicanas

### Candidatos

#### Nominado
- Rob Arlett, miembro del concejo del Condado de Sussex.[6]

#### Eliminado en primarias
- Gene Truono,[7] Empresario
- Roque De La Fuente,[8] Empresario

#### Retirado
- Chuck Boyce,[9] Empresario

### Resultados
Finalmente los resultados fueron los siguientes:
|  | 66.8 % |

|  | 28.0 % |

|  | 5,3 % |

|  | 100 % |